# Girón (Ecuador)
Girón è una parrocchia urbana dell'Ecuador, capoluogo dell'omonimo cantone, nella provincia di Azuay.